# کتابخانه ون پلت

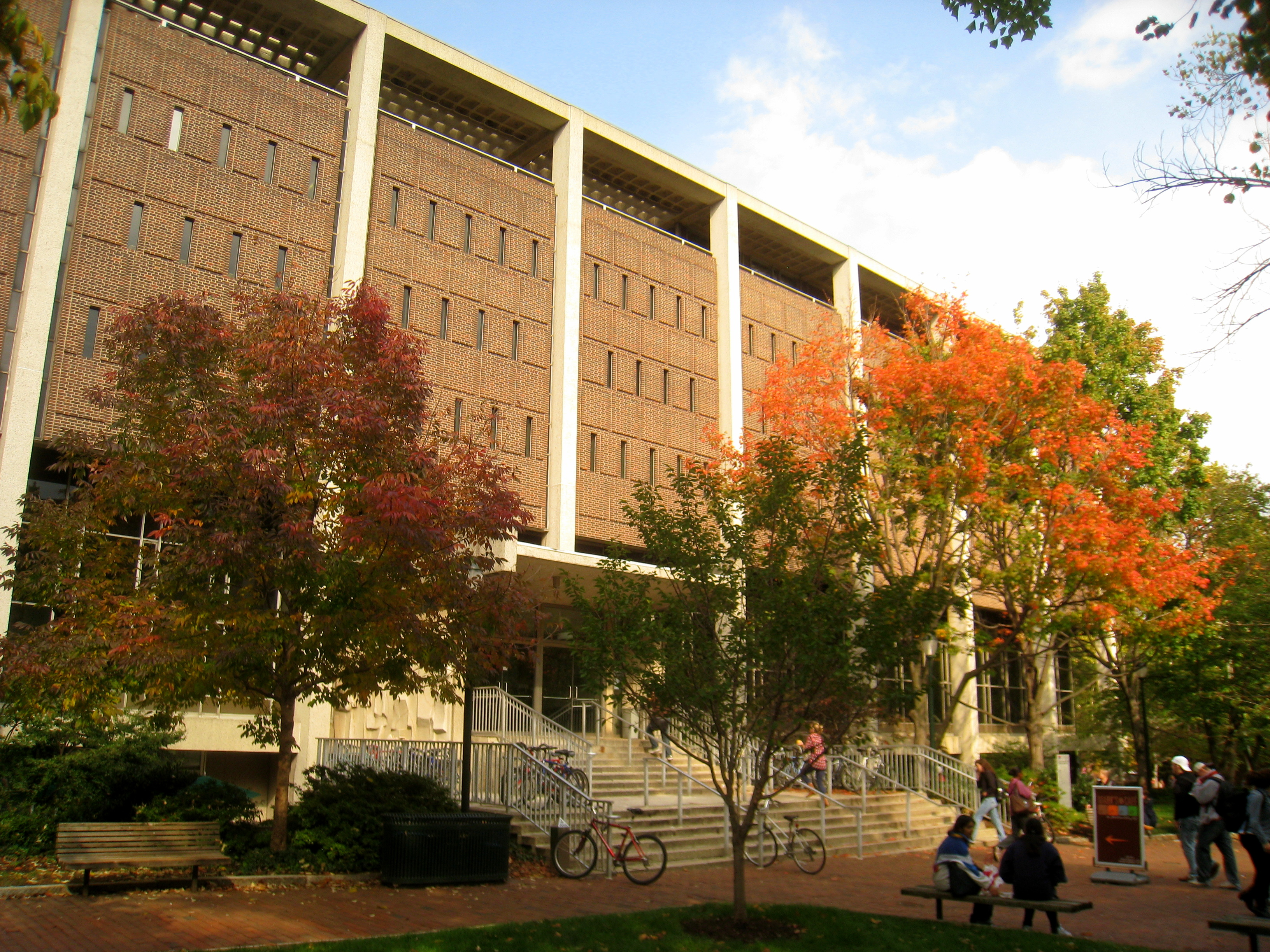

کتابخانه ون پلت (به انگلیسی: Van Pelt Library) نام شعبه مرکزی یک سامانه کتابخانه‌ای بزرگ در آمریکا است. این مؤسسه متعلق به دانشگاه پنسیلوانیا است.
سیستم کتابخانه این دانشگاه با ۶٬۰۹۶٬۵۹۲ عنوان کتاب در زمره بزرگترین مخازن کتب کشور آمریکا محسوب می‌شود.
این ساختمان توسط هاربسون، هاف، لیوینگستون، و لارسون در سال ۱۹۶۲ طراحی و ساخته شده است. مساحت کلی آن ۲۰۱٬۲۱۵ فوت مربع (۱۸٬۶۹۳ m²) است.